# Savoia-Marchetti SM.86
Die Savoia-Marchetti SM.86 war ein einsitziger italienischer Sturzkampfbomber, der als Nachfolger der SM.85 geplant war. Das Projekt wurde nach der Fertigstellung des Prototyps wegen des Ausbruchs des Zweiten Weltkrieges eingestellt.

## Geschichte
Die SM.86 wurde im Rahmen eines Programmes für ein zweimotoriges Schlacht- und Sturzkampfflugzeug entwickelt. Savoia-Marchetti verbesserte mit der SM.86 die Fehler, die bei der Entwicklung der SM.85 gemacht wurden. Dazu gehörten das Cockpit, der Rumpf, das Leitwerk, die Klappen sowie die Motoren. Der Prototyp wurde am 22. September 1937 fertiggestellt und sogleich getestet. Insgesamt wurden 40 Testflüge durchgeführt. Die Regia Aeronautica bestellte weitere Testflugzeuge; diese Bestellung wurde jedoch wegen des Ausbruchs des Zweiten Weltkrieges storniert. Der Prototyp der SM.86 wurde 1940 in die 96° Gr. Aut auf dem Flughafen Comiso, die mit Ju 87 B ausgerüstet war, eingegliedert und absolvierte etliche Feindflüge, darunter den Angriff auf das Flugfeld von Al-Far (Malta) und bei der Offensive bei Ioannina (Griechenland). Trotz der tadellosen Einsätze wurde die SM.86 am 17. August 1941 ausgemustert und von einer Ju 87 B ersetzt. Die Regia Aeronautica bestellte 97 Maschinen; diese wurden jedoch aus Zeitgründen auf die schon vorhandene SM.85 umgeschrieben, die später durch die Ju 87 B ersetzt wurden.

## Konstruktion
Die Maschine wich nur wenig von der SM.85 ab; man experimentierte jedoch mit neuen wassergekühlten 12-Zylinder-Reihenmotoren. Man suchte einen Vorteil gegenüber der SM.85, die ja noch mit den Sternmotoren Piaggio P.VII C.35 flog. Die besten Leistungen erzielte die Maschine jedoch mit den Motoren Walter Sagitta I.C.S.R. mit je 600 PS. Alle anderen Motoren waren zu schwer oder hatten zu wenig Leistung.

## Nutzer
- Königreich Italien (2 Prototypen)

## Technische Daten
| Kenngröße             | Daten                                              |
| --------------------- | -------------------------------------------------- |
| Besatzung             | 1                                                  |
| Länge                 | 10,9 m                                             |
| Spannweite            | 14,9 m                                             |
| Höhe                  | 3,30 m                                             |
| Flügelfläche          | 28 m²                                              |
| Flügelstreckung       | 7,9                                                |
| Leermasse             | 3280 kg                                            |
| Startmasse            | 5077 kg                                            |
| Antrieb               | 2 × Walter Sagitta I.C.S.R. mit je 600 PS (441 kW) |
| Reisegeschwindigkeit  | 386 km/h                                           |
| Höchstgeschwindigkeit | 412 km/h                                           |
| Dienstgipfelhöhe      | 7000 km                                            |
| Reichweite            | 980 km                                             |
| Bewaffnung            | 2 × 12,7-mm-Maschinengewehre                       |
| Bombenlast            | 800 kg                                             |